# Méthacrylyl-coenzyme A
La méthacrylyl-coenzyme A, abrégée en méthacrylyl-CoA, est le thioester de l'acide méthacrylique avec la coenzyme A. C'est un intermédiaire du catabolisme de l'isoleucine, de la leucine et de la valine.